# Ellesse Andrews
Ellesse Andrews (* 31. Dezember 1999 in Christchurch) ist eine neuseeländische Radsportlerin.

## Sportlicher Werdegang
Ellesse Andrews entstammt einer Radsportfamilie: Ihr Vater Jon Andrews gewann bei den Commonwealth Games 1990 jeweils Bronze in 1000-Meter-Zeitfahren und im Sprint auf der Bahn. 1992 startete er bei den Olympischen Spielen in Barcelona, wo er Siebter im Zeitfahren und Neunter im Sprint wurde. Seit 2015 arbeitet er als Trainer für den neuseeländischen Radsportverband. Die Mutter Angela Mote-Andrews, Komponistin und Musiklehrerin, war eine erfolgreiche Mountainbikefahrerin, die ihre sportliche Laufbahn wegen der Schwangerschaft mit Ellesse beendete.
Andrews fuhr ab dem Alter von etwa 13 Jahren Rennen auf dem Mountainbike und betrieb weitere Sportarten wie etwa Schwimmen. Ihr Vater finanzierte ihr Tanzstunden, sie versprach ihm im Gegenzug öfter mit ihm Rad zu fahren, woraufhin er ihr ein Bahnrad kaufte. Schon nach wenigen Monaten schnitt sie gut bei nationalen Meisterschaften ab.
2016 wurde Ellesse Andrews mit Emma Cumming Junioren-Weltmeisterin im Teamsprint; in der Einerverfolgung errang sie Bronze. 2017 wurde sie erneut Junioren-Weltmeisterin, jetzt in der Einerverfolgung und gewann mit dem neuseeländischen Juniorinnen-Vierer Bronze in der Mannschaftsverfolgung; in der Qualifikation der 2000-m-Einerverfolgung stellte sie mit 2:18,080 Minuten einen neuen Juniorinnen-Weltrekord auf. Im selben Jahr wurde sie neuseeländische Junioren-Meisterin im Straßenrennen. 2018 startete sie bei den Commonwealth Games in Australien und belegte in der Einerverfolgung Rang sechs. 2019 wurde sie Ozeanienmeisterin in der Einerverfolgung.
Nachdem Andrews in den vergangenen Jahren zwischen Ausdauer- und Kurzzeitdisziplinen gewechselt hatte, beschloss sie 2019, sich mit der Unterstützung des neuseeländischen Nationaltrainers René Wolff aus Deutschland auf die Sprintdisziplinen zu konzentrieren. 2020 wurde sie  Ozeanienmeisterin im Keirin und gewann bei den kontinentalen Meisterschaften Silber im 500-Meter-Zeitfahren sowie mit Olivia Podmore im Teamsprint.  Bei den Bahnradsport-Weltmeisterschaften 2020 in Berlin wurde sie Fünfte im Keirin.
2021 wurde Ellesse Andrews für die Teilnahme an den Olympischen Spielen in Tokio nominiert, wo sie im Sprint und im Keirin startete. Im Keirin errang sie die Silbermedaille, im Sprint belegte sie Rang elf. 2022 errang sie bei den Commonwealth Games Gold im Sprint, Keirin und im Teamsprint (mit Olivia King und Rebecca Petch) sowie Silber in der Mannschaftsverfolgung (mit Bryony Botha, Michaela Drummond und Emily Shearman). Bei den Ozeanienmeisterschaften gewann sie ebenfalls in Sprint und Keirin sowie mit King und Petch im Teamsprint. 2023 gewann sie die Kurzzeit-Liga der UCI Track Champions League, wobei sie in sechs von zehn Einzelrennen siegreich war.
Bei den Olympischen Spielen 2024 in Paris war sie mit zwei Goldmedaillen und einer Silbermedaille die erfolgreichste Athletin im Radsport: Sie gewann die Wettbewerbe im Sprint und Keirin und wurde Zweite im Teamsprint, letzteres zusammen mit Rebecca Petch und Shaane Fulton. Bei den Ozeanien-Meisterschaften 2025 gewann sie die Titel in allen vier Kurzzeit-Disziplinen und stellte einen Weltrekord im 1000-Meter-Zeitfahren auf.

## Diverses
Ellesse Andrews hat an der University of Waikato einen Bachelor in Sozialwissenschaften mit Schwerpunkt Psychologie absolviert, mit Unterstützung eines Sir-Edmund Hillary-Stipendiums.

## Erfolge

### Bahn
2016
- Junioren-Weltmeisterin – Teamsprint (mit Emma Cumming)
- Junioren-Weltmeisterschaft – Einerverfolgung

2017
- Junioren-Weltmeisterin – Einerverfolgung
- Junioren-Weltmeisterschaft – Mannschaftsverfolgung (mit Nicole Shields, Katerina Smith und Emily Shearman)
- Neuseeländische Junioren-Meisterin – 500-Meter-Zeitfahren, Einerverfolgung

2019
- Ozeanienmeisterin – Einerverfolgung
- Neuseeländische Junioren-Meisterin – Keirin, Teamsprint (mit Racquel Sheath)

2020
- Ozeanienmeisterin – Keirin
- Ozeanienmeisterschaft – 500-Meter-Zeitfahren, Teamsprint (mit Olivia Podmore)

2021
- Olympische Sommerspiele – Keirin

2022
- Ozeanienmeisterin – Sprint, Keirin, Teamsprint (mit Olivia King und Rebecca Petch)
- Neuseeländische Meisterin – Keirin
- Commonwealth Games – Sprint, Keirin, Teamsprint (mit Olivia King und Rebecca Petch)
- Commonwealth Games – Mannschaftsverfolgung (mit Bryony Botha, Michaela Drummond und Emily Shearman)

2023
- Weltmeisterin – Keirin
- Weltmeisterschaft – Sprint
- Ozeanienmeisterin – Sprint
- Ozeanienmeisterschaft – Keirin, Teamsprint (mit Olivia King und Rebecca Petch)
- Champions League – Kurzzeit-Gesamtwertung und sechs Einzelsiege

2024
- Nations Cup in Milton – Keirin
- Olympische Spiele – Sprint
- Olympische Spiele – Keirin
- Olympische Spiele – Teamsprint (mit Rebecca Petch und Shaane Fulton)

2025
- Ozeanien-Meisterin – Sprint, Keirin, Zeitfahren, Teamsprint (mit Olivia King und Shaane Fulton)

### Straße
2017
- Neuseeländische Junioren-Meisterin – Straßenrennen